# Radium 223
table
Le radium 223, noté 223Ra, est l'isotope du radium dont le nombre de masse est égal à 223 : son noyau atomique compte 88 protons et 135 neutrons avec un spin 3/2+ pour une masse atomique de 223,018 50 g/mol. Il est caractérisé par un excès de masse de 17 233,2 ± 2,1 keV et une énergie de liaison nucléaire par nucléon de 7 685,31 keV. C'est un radioisotope à demi-vie courte (11 jours) émetteur de particules α. Il était historiquement appelé actinium X en raison de sa présence dans la chaîne de désintégration de l'uranium 235, aussi appelée série de l'actinium.
Sous forme de chlorure de radium 223RaCl2, il est utilisé comme médicament anticancéreux sous le nom de marque Xofigo dans certains cas de métastases osseuses.

## Utilisation médicale
En injection intraveineuse, il se fixe sur les os, permettant de délivrer son rayonnement localement (courte pénétration), et donc, sans toxicité médullaire théorique.
Son élimination est intestinale.
L'effet secondaire principal consiste en une diarrhée transitoire. Le radium 223 a une bonne tolérance hématologique.
Il permet la régression des douleurs osseuses. Au niveau biologique, il permet la baisse du taux des lactates déshydrogénases (LDH), témoignant indirectement d'une diminution de la destruction osseuse par la métastase. Une amélioration de la survie est constatée pour les cancers prostatiques résistants au traitement par hormonothérapie, avec métastases osseuses.